# Loče (gmina Slovenske Konjice)
Loče – wieś w Słowenii, w gminie Slovenske Konjice. W 2018 roku liczyła 644 mieszkańców.